# Callicebus nigrifrons
Callicebus nigrifrons — вид широконосих мавп родини Сакієві (Pitheciidae).

## Поширення
Вид є ендеміком Бразилії. Він поширений на відносно великій території на південному сході країни у штатах Сан-Паулу, Мінас-Жерайс і Ріо-де-Жанейро.

## Спосіб життя
Callicebus nigrifrons населяє Бразильський Атлантичний ліс, зустрічається також у вторинному деградованому лісі. Раціон складається, в основному, з м'якоті плодів, листя, комах і насіння. Вони утворюють невеликі територіальні групи, що складається з пари та молоді і вважаються моногамними. Хоча вид широко поширений, урбанізація, розширення сільського господарства і лісозаготівлі призвели до надзвичайної фрагментації лісів в межах ареалу і в результаті утворилося декілька невеликих ізольованих популяцій. У багатьох місцях, вони були на місцевому чи регіональному рівні викорінені, навіть якщо ліси залишаються.